# Hetes számú tábori kórház temető
A Hetes számú tábori kórház temető (7th Field Ambulance Cemetery) egy első világháborús nemzetközösségi sírkert a Gallipoli-félszigeten.

## Története
A szövetséges csapatok 1915. április 25-26-án szálltak partra a Gallipoli-félszigeten azzal a céllal, hogy kikényszerítsék Törökország kilépését a háborúból, az új front megnyitásával tehermentesítsék a nyugati frontot és utánpótlási utat nyissanak Oroszország felé.
A temető a 7. tábori kórházról kapta a nevét, amely 1915 szeptemberében érkezett a félszigetre. A sírkertben 208 azonosított brit, 66 ausztrál, 19 új-zélandi és két indiai nyugszik. Az azonosítatlan halottak száma 276. Sokukat a fegyvernyugvás után kisebb harctéri temetőkből helyezték át; a britek elsősorban az 54. (kelet-angliai) hadosztály katonái voltak.